# SynthMaker
SynthMaker est un logiciel audio développé par Outsim afin de faciliter le développement de façon visuelle de plugins VST. Ces plugins supportent en entrée la norme MIDI et sont par définition des VST host.
SynthMaker permet:
- d'interconnecter des éléments visuels au lieu d'écrire du code (le code permet d'optimiser l'utilisation du CPU)
- de tester les VST sans compilation